# Comuna Munkebo
Munkebo (Munkebo Kommune) a fost o comună din comitatul Fyns Amt, Danemarca, care a existat între anii 1970-2006. Comuna avea o suprafață totală de 19,28 km² și o populație de 5.811 de locuitori (în 2006), iar din 2007 teritoriul său face parte din comuna Kerteminde.